# بنجامين أكوا
بنجامين أكوا (بالإنجليزية: Benjamin Acquah) هو لاعب كرة قدم غاني، ولد في 29 ديسمبر 2000 في Amasaman ‏ في غانا.

## وصلات خارجية
- بنجامين أكوا على موقع قاعدة بيانات كرة القدم.إي يو (الإنجليزية)
- بنجامين أكوا على موقع Soccerway.com (الإنجليزية)
- بنجامين أكوا على موقع GSA (الإنجليزية)